# BLOWING
『BLOWING』（ブローイング）は、1996年3月25日に発売されたTOKIOの3枚目のオリジナルアルバム。

## 概要
前作『Bad Boys Bound〜TOKIO II〜』から8か月ぶりに発売されたオリジナル・アルバムである。アルバムタイトルは、メンバー同士の話し合いの中で前作が長めのタイトルであったことから「とにかくシンプルなものがいい」となり、シングル「風になって」がアルバムに収録されていることもあり『BLOWING』となった。また、前述のタイトルに関する話し合いの中で、アルバム発売当時の最新シングルの表題曲「MAGIC CHANNEL」は収録しない方向となったため表題曲はアルバム未収録となり、カップリング曲のみの収録となった。

## 収録曲
1. 19時のニュース
作詞：朝水彼方、作曲・編曲：西脇辰弥
  - テレビ東京系アニメ『こどものおもちゃ』初代オープニングテーマ[4]
2. Ballad For Pure Generation
作詞：並河祥太、作曲：KARA、編曲：西脇辰弥
  - TBS系『川柳役者』オープニングテーマ
3. あの娘をさがして
作詞：工藤哲雄、作曲：都志見隆、編曲：白井良明
4. 好きさ 〜Ticket To Love〜
作詞：工藤哲雄、作曲：都志見隆、編曲：白井良明
  - 6thシングル
  - TOKIO出演 ハウス食品『バーモントカレー』CMソング[5]
5. Good Bye Baby
作詞：工藤哲雄、作曲：青木秀樹、編曲：重実徹
6. JUST YOU, TAKE YOU 〜君の瞳に溶けていく〜
作詞：工藤哲雄、作曲：都志見隆、編曲：西脇辰弥
  - 5thシングル「SoKoナシLOVE」カップリング[6]
7. サヨナラからとり戻せ
作詞：工藤哲雄、作曲：塙一郎、編曲：白井良明
8. SoKoナシLOVE
作詞：工藤哲雄、作曲：都志見隆、編曲：白井良明
  - 5thシングル
  - 山口達也主演 TBS系ドラマ『夏!デパート物語』予告編挿入歌
9. 涙のウェディングベル
作詞：山田ひろし、作曲：槁一郎、編曲：白井良明
  - 7thシングル「風になって」カップリング[7]
10. じっと見つめて
作詞：朝水彼方、作曲：林哲司、編曲：西脇辰弥
  - 8thシングル「MAGIC CHANNEL」カップリング[8]
11. Zettai!
作詞：朝水彼方、作曲・編曲：西脇辰弥
3rdベストアルバム「HEART」にも収録された[9]
12. 風になって
作詞：工藤哲雄、作曲・編曲：白井良明
  - 7thシングル
  - 第74回全国高等学校サッカー選手権大会イメージソング[10]

## 映像作品
19時のニュース
- TOKIO LIVE 1997 + SPECIAL BONUS TRACK 1998
- TOKIO 10th anniversary LIVE 2004

あの娘をさがして
- TOKIO 10th anniversary LIVE 2004

Zettai!
- TOKIO 1999 LIVE IN 日本武道館 〜君を想うとき〜